# Mohamed Ismail Ibrahim
Mohamed Ismail Ibrahim, né le 1er janvier 1997 à Ali Sabieh, est un athlète djiboutien, spécialiste des courses de demi-fond, fond et steeple.

## Biographie
Né à Ali Sabieh tout comme Ahmed Salah, il fait ses débuts internationaux en 2014 aux Jeux olympiques de la jeunesse, où il obtient la médaille de bronze sur 1 500 mètres.
Il remporte deux titres lors des championnats panarabes 2017 et un en 2023, année où il décroche deux médailles d'or aux Jeux de la Francophonie.
En 2024 il devient champion d'Afrique du 5 000 mètres.
Il est nommé porte-drapeau de la délégation de Djibouti aux Jeux olympiques d'été de 2024 à Paris avec l'athlète Samiyah Hassan Nour.

### Palmarès
| Date | Compétition                     | Lieu      | Résultat | Épreuve     | Temps          |
| ---- | ------------------------------- | --------- | -------- | ----------- | -------------- |
| 2014 | Jeux olympiques de la jeunesse  | Nankin    | 3e       | 1 500 m     | 3 min 45 s 72  |
| 2017 | Jeux de la solidarité islamique | Bakou     | 2e       | 3 000 m st. | 8 min 31 s 59  |
| 2017 | Jeux de la solidarité islamique | Bakou     | 3e       | 5 000 m     | 13 min 29 s 29 |
| 2017 | Championnats panarabes          | Radès     | 1er      | 1 500 m     | 3 min 52 s 38  |
| 2017 | Championnats panarabes          | Radès     | 1er      | 3 000 m st. | 8 min 42 s 25  |
| 2019 | Jeux africains                  | Rabat     | 8e       | 3 000 m st. | 8 min 42 s 59  |
| 2022 | Jeux de la solidarité islamique | Konya     | 2e       | 3 000 m st. | 8 min 58 s 92  |
| 2023 | Championnats panarabes          | Marrakech | 1er      | 5 000 m     | 14 min 27 s 97 |
| 2023 | Jeux de la Francophonie         | Kinshasa  | 1er      | 3 000 m st. | 8 min 55 s 36  |
| 2023 | Jeux de la Francophonie         | Kinshasa  | 1er      | 5 000 m     | 13 min 22 s 44 |
| 2024 | Championnats du monde en salle  | Glasgow   | 9e       | 3 000 m     | 7 min 50 s 05  |
| 2024 | Championnats d'Afrique          | Douala    | 1er      | 5 000 m     | 13 min 38 s 38 |

### Records
| Épreuve         | Performance         | Lieu      | Date         |
| --------------- | ------------------- | --------- | ------------ |
| 5 000 m         | 12 min 56 s 43 (NR) | Stockholm | 15 mai 2024  |
| 10 000 m        | 27 min 22 s 38 (NR) | Londres   | 18 mai 2024  |
| 3 000 m steeple | 8 min 22 s 17 (NR)  | Nice      | 12 juin 2021 |